# Червоносёлка (Овручский район)
Червоносёлка (укр. Червоносілка) — село на Украине, находится в Овручском районе Житомирской области.
Код КОАТУУ — 1824284703. Население по переписи 2001 года составляет 22 человека. Почтовый индекс — 11100. Телефонный код — 4148. Занимает площадь 0,284 км².

## Адрес местного совета
11130, Житомирская область, Овручский р-н, с. Можары